# Villejésus
Villejésus korábbi község Franciaországban, Charente megyében. Lakosainak száma 501 fő (2018. január 1.). Villejésus Aigre, Ébréon, Fouqueure, Marcillac-Lanville, Oradour, Saint-Fraigne és Tusson községekkel határos.
2019. január 1-jén a korábbi Aigre községgel egyesült és az így létrejött (azonos nevű) Aigre új község része lett.

## Népesség
A település népessége az elmúlt években az alábbi módon változott:
| Lakosok száma | 531  | 511  | 491  | 544  | 550  | 566  | 536  | 525  | 502  | 501  |
|               | 1968 | 1975 | 1982 | 1999 | 2006 | 2011 | 2013 | 2016 | 2017 | 2018 |